# Сангушко, Роман Владислав
Роман Владислав Станислав Анджей Сангушко  (6 июля 1901, Гумниска — 26 сентября 1984, Сан-Паулу) — польский князь, помещик, заводчик арабских скакунов, филантроп.

## Биография
Представитель польско-литовского княжеского рода Сангушек герба «Погоня». Единственный сын князя Евстахия Станислава Сангушко (1842—1903) и Констанции Анны Замойской (1864—1941). Получил тщательное домашнее образование. Его крестным отцом был дядя Павел Роман Сангушко (1834—1876). В период Первой мировой войны Роман Сангушко вместе с матерью провел во Франции, в регионе Аквитания, на границе с Испанией. Унаследовав от своего отца и дядя их поместья, князь Роман Владислав Сангушко стал одним из самых богатых людей Польши.
Ему принадлежали поместья Гумниска и Подгорцы, которым он хотел вернуть былую славу, а также дворец Сангушек в Кракове на улице Францисканской. Своим имуществом он управлял через своих менеджеров и агентов. Сам он посвятил себя разведению арабских лошадей, нанял лучшего специалиста по их разведению Богдана Зентарского. Князь также являлся страстным автомобилистом. В 1926 году он вошел в состав совета директоров Краковского автомобильного клуба.
В 1933 году князь Роман Сангушко стал встречаться с Вандой Тужанской, которая рани него развелась со своим мужем, инженером Тадеушем Криницким. Когда Ванда забеременела, Роман женился на ней. Свадьба состоялась 14 июня 1937 года в Сен-Клу (пригород Парижа). 12 октября 1937 года в Лондоне у супругов родился сын Петр Антоний Самуил Сангушко (1937—1989). Мать Романа Сангушко не признала этого брака, поэтому пара жила за границей. 17 декабря 1937 года Ванда скончалась. Князь Роман в течение ряда лет был попечителем своей падчерицы Барбары.
В начале Второй мировой войны князь Роман Сангушко выехал из Гумниска в Подгорцы. 17 сентября 1939 года после вторжения Красной Армии в Польшу князь покинул Подгорцы и бежал в Венгрию. Путешествие по оккупированной Европе завершилось в Лиссабоне. 10 июня 1940 года князь отплыл из Португалии в Бразилию. На борту корабля он познакомился со своей второй женой, Люси Жермен Бурхард (1896—1966). Роман Сангушко стал председателем созданного в 1955 году «Клуба 44», изучавшего послевоенную эмиграцию. В 1977 году он построил и оборудовал Дом престарелых в Сан-Паулу для поляков и польской диаспоры в Бразилии. Этот дом является местом культурных встреч.
Князь Роман Владислав Сангушко скончался от сахарного диабета, дыхательной недостаточности и острой легочной инфекции. Он был похоронен на кладбище да Паз в Сан-Паулу.